# Departamento Central de Inteligencia
El Departamento Central de Inteligencia (en ruso: Главное Разведывательное Управление, translit. Glávnoye Razvédyvatelnoye Upravlenie o GRU) es el servicio de inteligencia militar de las Fuerzas Armadas de la Federación Rusa y, anteriormente, de la Unión Soviética.
El GRU fue creado en 1918 por orden del Consejo Militar Revolucionario del Ejército Rojo, bajo la dirección de León Trotski, con el objetivo de coordinar las acciones de las agencias de inteligencia del ejército. Su misma existencia permaneció desconocida para los servicios secretos extranjeros hasta varias décadas después.
Históricamente, el GRU ha tenido una fuerte rivalidad con el KGB, ya que ambos han intentado ocupar siempre el espacio de la otra desde que Lenin prohibió específicamente a la Cheka infiltrarse en el GRU. Si el KGB era una organización más visible y fue desmembrada en varios servicios distintos tras la disolución de la URSS (FSB, SVR, FAPSI, etc), el GRU es mucho más discreto y se ha mantenido como un verdadero "estado dentro del estado" sin transformaciones significativas. Sus desertores han pertenecido siempre a niveles periféricos, y en general se desconoce casi todo sobre su estructura interna, presupuesto, relevancia, recursos y operaciones. De lo poco que se sabe, es conocido que el GRU preparó zulos con armas en Estados Unidos y otros países, para el caso de que se produjera una guerra contra la URSS.
Del GRU depende asimismo la élite de los comandos de operaciones especiales spetsnaz, conocidos como spetsnaz GRU. También analizan la información satelital obtenida por las Tropas Cósmicas a través de las instalaciones de seguimiento espacial de Vatútinki, particularmente en lo relativo a cuestiones relacionadas con la guerra nuclear. Stanislav Petrov fue un teniente coronel del GRU asignado a estas funciones.
Aunque en sentido estricto el GRU es un servicio de inteligencia militar, labor que viene realizando de manera sobresaliente desde su fundación, se le sospecha también interés en muchas áreas sólo vagamente relacionadas con las fuerzas armadas, desde la adquisición de tecnologías hasta el espionaje económico.
Su sede oficial se halla en el denominado Acuario, un complejo de edificios sitos en el Aeropuerto Internacional de Moscú-Vnúkovo, dentro del área urbana de Moscú.
El Departamento Central de Inteligencia también dio vida y inspiración a un autor anónimo quien creo y sugirió uno de los insurgentes soviéticos dentro del universo de la fundación SCP Gru-P / División P. Fundado por Joseph Stalin durante la Segunda Guerra Mundial. Sirvieron a la unión soviética para manipular y gestionar anomalías para armas defensivas ante otras anomalías y organizaciones rivales. Todo dentro del universo SCP.